# Емгерст (переписна місцевість, Нью-Гемпшир)
Емгерст (англ. Amherst) — переписна місцевість (CDP) в США, в окрузі Гіллсборо штату Нью-Гемпшир. Населення — 697 осіб (2020).

## Географія
Емгерст розташований за координатами 42°51′49″ пн. ш. 71°37′26″ зх. д. / 42.86361° пн. ш. 71.62389° зх. д. (42.863576, -71.623821).  За даними Бюро перепису населення США в 2010 році переписна місцевість мала площу 1,88 км², уся площа — суходіл.

## Демографія
Згідно з переписом 2010 року, у переписній місцевості мешкало 613 осіб у 241 домогосподарстві у складі 186 родин. Густота населення становила 326 осіб/км².  Було 254 помешкання (135/км²).
Расовий склад населення:
| - 99,0 % — білих - 0,7 % — азіатів |

До двох чи більше рас належало 0,3 %. Частка іспаномовних становила 0,8 % від усіх жителів.
За віковим діапазоном населення розподілялося таким чином: 27,1 % — особи молодші 18 років, 53,0 % — особи у віці 18—64 років, 19,9 % — особи у віці 65 років та старші. Медіана віку мешканця становила 45,6 року. На 100 осіб жіночої статі у переписній місцевості припадало 88,6 чоловіків;  на 100 жінок у віці від 18 років та старших — 89,4 чоловіків також старших 18 років.
Середній дохід на одне домашнє господарство  становив 148 327 доларів США (медіана — 112 344), а середній дохід на одну сім'ю — 160 455 доларів (медіана — 141 382). За межею бідності перебувало 4,3 % осіб, у тому числі 0,0 % дітей у віці до 18 років та 0,0 % осіб у віці 65 років та старших.
Цивільне працевлаштоване населення становило 293 особи. Основні галузі зайнятості: освіта, охорона здоров'я та соціальна допомога — 30,4 %, фінанси, страхування та нерухомість — 22,2 %, науковці, спеціалісти, менеджери — 12,3 %, виробництво — 8,2 %.